# Eulepidotis crocoptera
Eulepidotis crocoptera är en fjärilsart som beskrevs av Felder 1874. Eulepidotis crocoptera ingår i släktet Eulepidotis och familjen nattflyn. Inga underarter finns listade i Catalogue of Life.